# 소닉 신디케이트
소닉 신디케이트(Sonic Syndicate)는 스웨덴의 메탈 밴드이다.